# R. J. Hunter
Ronald Jordan "R. J." Hunter (Oxford, Ohio; 24 de octubre de 1993) es un exbaloncestista estadounidense que disputó, entre otras, cuatro temporadas en la NBA. Con 1,96 metros de estatura, jugaba en la posición de escolta.

## Trayectoria deportiva

### Universidad

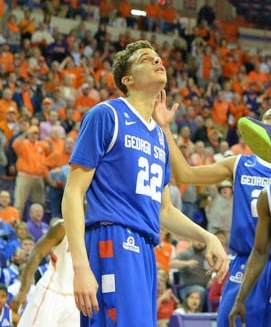
Hunter con Panthers en 2014.

Hunter jugó tres temporadas de baloncesto universitario con los Panthers de la Universidad Estatal de Georgia, en las que promedió 18,4 puntos, 4,8 rebotes, 2,4 asistencias y 1,9 robos por partido.
Jugó bajo la dirección de su padre y entrenador de los Panthers Ron Hunter y se convirtió en el máximo anotador en la historia de la universidad con un total de 1.819 puntos después de jugar solo tres temporadas.
El 30 de marzo de 2015, declaró su elegibilidad para el draft de la NBA, renunciando a su último año universitario.

#### Estadísticas
| Año     | Equipo        | PJ | MPP  | PPP  | RPP | APP | ROB | TPP | %TC  | %3P  | %TL  | PerPP |
| ------- | ------------- | -- | ---- | ---- | --- | --- | --- | --- | ---- | ---- | ---- | ----- |
| 2012–13 | Georgia State | 31 | 33.5 | 17.0 | 5.1 | 1.8 | 1.7 | .8  | .439 | .365 | .776 | 1.7   |
| 2013–14 | Georgia State | 32 | 33.5 | 18.3 | 4.6 | 1.8 | 2.0 | 1.0 | .444 | .395 | .882 | 1.2   |
| 2014–15 | Georgia State | 35 | 37   | 19.7 | 4.7 | 3.6 | 2.1 | 1.0 | .396 | .305 | .878 | 2.2   |
| Total   | Total         | 98 | 34.6 | 18.4 | 4.8 | 2.4 | 1.9 | 0.9 | .426 | .355 | .845 | 1.7   |

### Profesional

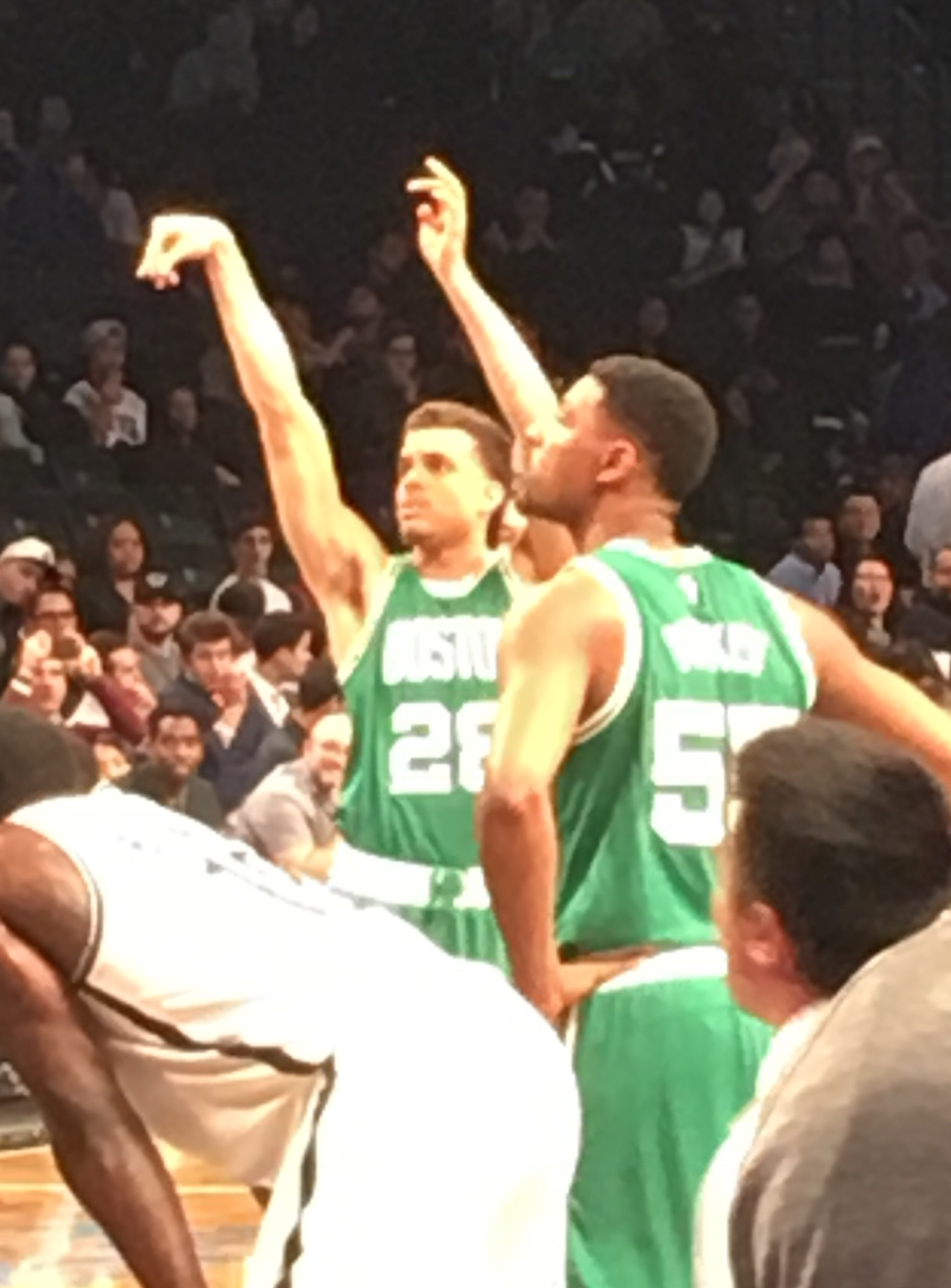
Hunter con Celtics en 2016.

El 25 de junio de 2015, fue seleccionado en la posición número 28 del Draft de la NBA de 2015 por los Boston Celtics. El 27 de julio de 2015, Hunter firmó su primer contrato como profesional con los Celtics.
Tras una temporada en Boston, en la que alternó partidos con el filial, los Maine Red Claws, el 24 de octubre de 2016 fue cortado por los Celtics. Tres días más tarde firmó con Chicago Bulls por una temporada, aunque solo disputó 3 encuentros en Illinois, pero también disputó partidos con los Windy City Bulls antes de ser cortado el 29 de diciembre.
El 6 de enero de 2017, fue adquirido por los Long Island Nets de la NBA D-League.
De cara a la temporada siguiente, el 24 de octubre de 2017, fue asignado a los Rio Grande Valley Vipers.
El 14 de enero de 2018, firma un contrato dual con los Houston Rockets donde también puede jugar con los Rio Grande Valley Vipers. Pero el 5 de agosto de 2018, tras 5 encuentros con el primer equipo, es cortado por los Rockets.
El 7 de septiembre de 2018, firma un contrato con Atlanta Hawks, pero el 13 de octubre es cortado sin llegar a debutar en partido oficial.
En febrero de 2019, disputa un partido oficial con los Boston Celtics en el que anota 17, tras disputar 12 encuentros con los Maine Red Claws.
El 27 de junio de 2019, firma con Türk Telekom de la Basketball Super League (BSL) de Turquía.
El 7 de febrero de 2020, regresa para jugar con los College Park Skyhawks de la NBA G League, filial de Atlanta Hawks.
Durante la temporada 2020-21, firma como jugador del Galatasaray Doğa Sigorta de la Türkiye Basketbol 1. Ligi, pero en febrero de 2021 rescindiría su contrato con el conjunto turco.
El 23 de julio de 2021, firma con los Sydney Kings de la NBL australiana. Donde jugó hasta el 15 de enero de 2022, al ser descartado para el resto de la temporada tras romperse el tendón rotuliano izquierdo.
En agosto de 2023, regresa a la NBA al firmar con los Charlotte Hornets por una temporada, pero fue cortado antes del inicio de la competición. Días después se uniría a su filial en la G League, los Greensboro Swarm.
Tras no encontrar equipo de cara a la 2024-25, el 15 de octubre de 2024, y con 31 años, anuncia su retirada del baloncesto profesional.

## Estadísticas de su carrera en la NBA

### Temporada regular
| Año     | Equipo  | PJ | PT | MPP  | %TC  | %3P  | %TL   | RPP | APP | ROB | TPP | PPP  |
| ------- | ------- | -- | -- | ---- | ---- | ---- | ----- | --- | --- | --- | --- | ---- |
| 2015-16 | Boston  | 36 | 0  | 8.8  | .367 | .302 | .857  | 1.0 | .4  | .4  | .1  | 2.7  |
| 2016-17 | Chicago | 3  | 0  | 3.0  | .000 | .000 | –     | 0.3 | .0  | .0  | .0  | .0   |
| 2017-18 | Houston | 5  | 1  | 9.0  | .350 | .214 | 1.000 | 1.0 | .6  | .6  | .0  | 3.8  |
| 2018-19 | Boston  | 1  | 0  | 26.0 | .462 | .400 | .500  | 3.0 | 3.0 | 1.0 | .0  | 17.0 |
| Total   | Total   | 45 | 1  | 8.8  | .371 | .295 | .818  | 1.0 | .4  | .4  | .1  | 3.0  |

### Playoffs
| Año   | Equipo | PJ | PT | MPP | %TC  | %3P  | %TL  | RPP | APP | ROB | TPP | PPP |
| ----- | ------ | -- | -- | --- | ---- | ---- | ---- | --- | --- | --- | --- | --- |
| 2016  | Boston | 5  | 0  | 8.2 | .222 | .200 | .000 | 1.2 | .6  | .0  | .2  | 1.0 |
| Total | Total  | 5  | 0  | 8.2 | .222 | .200 | .000 | 1.2 | .6  | .0  | .2  | 1.0 |